# Telomerase
Telomerase is een enzym dat in de celkern van bepaalde cellen voorkomt. Het bestaat voor een deel uit proteïne en voor een deel uit RNA. De proteïne is een enzym, een reverse transcriptase, terwijl het RNA-gedeelte als matrijs gebruikt wordt.
Telomerase herstelt de telomeer na verlies van DNA dat optreedt als gevolg van onvolledige replicatie. Daardoor worden de chromosoomuiteinden beschermd tegen recombinatie, chromosoomfusie of afbraak door exonuclease. Omdat de DNA-polymerase tijdens replicatie aan het eind van het chromosoom geen primers meer vindt, is ze gedwongen vroegtijdig te stoppen. Daardoor wordt de telomeer bij elke celdeling 50-200 nucleotiden korter. Deze vermindering van de lengte van de telomeren wordt grotendeels tegengegaan door de telomerase. Ook daar waar de activiteit van dit enzym hoog is, zoals in stamcellen,  worden de telomeren na elke celdeling wat korter. Dit heeft veroudering van de weefsels en organen tot gevolg.

## Werking
De werking van de telomerase bestaat uit het transcriberen van een RNA-matrijs in DNA. De telomerase draagt een eigen matrijs bij zich die een sequentie heeft van 3'-CAAUCCCAAUC-5'. Deze sequentie kan variëren, maar is hetzelfde bij alle gewervelden. Het eerste gedeelte van de matrijs, weergegeven in cursief, dient voor het uitlijnen met het uiteinde van het chromosoom, dat reeds een herhalende telomeer-sequentie draagt. Het tweede deel van de matrijs wordt gebruikt bij reverse transcriptie in 5'-GGTTAG dat de veelvuldig herhaalde sequentie van de telomeer is.

## Activiteit
Telomerase is niet actief in somatische cellen, behalve in T- en B-lymfocyten. Het enzym is verder actief in eencellige organismen. Het is ook actief in de cellen van de kiembaan, in geslachtscellen, in vroege embryo's en in  de stamcellen van meercellige organismen. Telomerase is ook actief in kankercellen, waardoor deze zich kunnen blijven delen, zonder dat de chromosomen schade ondervinden. Niet-kankercellen kunnen zich maar 40 tot 60 keer delen, waarna apoptose optreedt.